# Gentechnisch veränderte Tiere
Im Vergleich zu Pflanzen ist die gentechnische Veränderung von Tieren zum Teil wesentlich aufwendiger. Dies gilt insbesondere für Säuger, da die Eizelle nicht direkt zugänglich ist und somit Methoden der In-vitro-Fertilisation eingesetzt werden müssen.

## Methoden
Bei Säugern hat sich in den letzten Jahren die Methodik von der zufälligen Integration von DNA durch Mikroinjektion zur präzisen genetischen Mikrochirurgie (Genome Editing) weiterentwickelt.

### Mikroinjektion
Die ursprüngliche Methode beinhaltet die Injektion des Gens in die befruchtete Eizelle (Zygote), in deren Genom die injizierte DNA an einer zufälligen Stelle integriert wird. Bei Säugern ist die Methode sehr aufwendig, da die injizierten Eier durch Embryotransfer in Ammen eingebracht werden müssen, um eine normale Entwicklung zu ermöglichen. Diese Technik, die häufig als Mikroinjektion bezeichnet wird, ist bei Mäusen sehr gut etabliert. Bei größeren Säugetieren, wie Schafe, Ziegen, Schweine und Rinder, ist die Technik aufwendig, da ein großes Zuchtprogramm bereitgestellt werden muss, um genügend Eier und Ammentiere zur Verfügung zu haben. Die Mikroinjektion in befruchtete Eizellen ist relativ ineffizient und erlaubt nur die Zugabe eines Gens, dessen Aktivität kaum vorausgesagt werden kann, da der zufällige Ort der Integration im Genom im Wesentlichen die Genaktivität festlegt.

### Embryonale Stammzellen
Eine gezielte Genveränderung ist bei Säugern möglich, wenn die Genmanipulation in embryonalen Stammzellen durchgeführt wird. Hierbei kann durch homologe Rekombination ortsspezifisch, d. h. an einer definierten Stelle des Genoms, ein Gen eingefügt oder verändert werden. Dieses Verfahren, das recht ineffizient ist, ist durch Genome Editing wesentlich vereinfacht worden. Nach erfolgreicher Genmanipulation der embryonalen Stammzellen, werden diese in Blastocysten integriert. Der sich entwickelnde Embryo ist eine Chimäre, d. h., er enthält neben den normalen Zellen auch transgene Zellen, die bei der Entwicklung des Embryos zufällig in die verschiedenen Gewebe und Organe integriert werden. Es werden dann diejenigen Tiere ausgesucht, in denen die transgenen Zellen an der Ausbildung der Keimbahn beteiligt sind, so dass das Transgen durch die Keimzellen an die folgenden Generationen weitergegeben werden kann.

### Somatischer Zellkerntransfer
Da es bisher nicht möglich ist, embryonale Stammzellen von Nutztieren zu gewinnen, wird bei diesen Tieren das Klonen verwendet. Hierbei wird der Zellkern aus einer genmanipulierten Zelle mit den gewünschten Eigenschaften entnommen und in die entkernte Eizelle injiziert. Der sich entwickelnde Embryo wird in eine Amme übertragen, um ein transgenes Tier zu erzeugen. Die Methode, die als somatischer Zellkerntransfer, englisch somatic cell nuclear transfer (SCNT), bezeichnet wird, ist relativ ineffizient, da es häufig zu Fehlbildungen kommt. Entscheidend für den Erfolg ist die Zelllinie, die als Kernspender dient. Sie darf keine Veränderungen im Genom haben, die eine normale Entwicklung verunmöglicht. Im Prinzip kann in der Spender Zelllinie auch eine gezielte Genveränderung mit Genome Editing erfolgen. Der Aufwand ist aber sehr groß, da Zellen, die für das Klonen geeignet sind, häufig nur eine geringe Rate an homologer Rekombination aufweisen. Auf Grund der publizierten Daten, die sich auf mehr als 30.000 eingepflanzte Embryonen von Rindern, Schweinen, Ziegen und Schafen abstützt, ergibt sich eine Ausbeute von etwa 1 % genveränderten Tieren.

### Genome Editing
Eine Methode der Wahl ist Genome Editing direkt in der befruchteten Eizelle, da dieser Ansatz eine gute Ausbeute an sich entwickelnden Embryonen (ca. 50 %) aufweist und etwa 10 % bis 40 % der Neugeborenen den gewünschten knock-out tragen. Offensichtlich ist das Genom Editing in der Eizelle so effizient, dass häufig beide Allele mutiert sind. Genome Editing erlaubt es, eine erwünschte Mutation, die in einer bestimmten Tierrasse vorkommt, in eine andere Tierrasse einzuführen. Damit ist es möglich, eine neue Tierrasse herzustellen, die nur die erwünschte Mutation enthält. Somit wird der Genpool der betreffenden Tierspezies nicht verändert. Im Prinzip kann ein entsprechendes Tier auch durch Züchtung erhalten werden. Dieses Verfahren ist aber sehr aufwendig, da es über viele Generationen erfolgen muss. Zudem wird man stets in der neu etablierten Rasse noch andere Gene haben, die unter Umständen unerwünscht sind. In den letzten fünf Jahren, nachdem die Methode des Genome Editing entwickelt wurden, sind bereits mehr als 300 Experimente bei Rindern, Schweinen, Schafen und Ziegen erfolgreich durchgeführt worden.
Es werden drei unterschiedliche Verfahren entwickelt, um mit hoher Effizienz genetische Veränderungen mit Genome Editing in Nutztiere einzubringen.

#### Elektroporation der Zygote
Mit der Methode der Elektroporation werden durch kurze Stromstöße die Reagenzien für das Genome Editing in die Zygote, die befruchtete Eizelle, eingebracht. Der Embryo wird anschließend im 1- oder 2-Zell-Stadium in den Eileiter von pseudoträchtigen Ammenmäusen transferiert, die diesen austragen. Dieses Verfahren ist wesentlich einfacher als die Mikroinjektion und der somatische Zellkerntransfer.

#### Transduktion mit adeno-assortierten Viren
Die Genkonstrukte, die in die Zygote eingebracht werden sollen, werden in die DNA adeno-assoziierter Viren eingebracht. Mit diesen rekombinanten Viren wird die Zygote infiziert, die dann genau gleich wie nach Elektroporation als Blastocyste in das Muttertier übertragen wird. Dieser Ansatz ist bisher mit großem Erfolg bei Mäusen eingesetzt worden, eine Anwendung bei Nutztieren steht aber noch aus.

#### Surrogate Sire Technologie
Bei der Surrogate Sire (Ersatzvater) Technologie werden männliche Tiere eingesetzt, die keine Spermien produzieren können, da sie keine spermatogoniale Stammzellen besitzen. Diese unfruchtbaren Vatertiere werden durch Einbringen spermatogonialer Stammzellen in den Hoden zu fruchtbaren Tieren verwandelt. Da sich die spermatogonalen Stammzellen mit Genome Editing verändern lassen, können Tiere mit den gewünschten genetischen Eigenschaften etabliert werden. Dieser neue Ansatz war aber bisher nur bei Mäusen erfolgreich.

## Labor- und Versuchstiere
Für die Grundlagenforschung sind genveränderte Tiere ein wichtiger Ansatz um die Funktionsweise der verschiedenen Gene im gesamten Organismus zu erfassen. Diese Versuchstiere, insbesondere Mäuse, dienen aber auch dazu, die Methoden der Genveränderung zu entwickeln und zu optimieren. Ein Beispiel sind Knockout-Mäuse.

## Heimtiere
Heimtiere werden vom Menschen in der Regel zur Freude, Zierde oder als Gefährten gehalten. Die Gentechnik erlaubt diese Tiere, die häufig durch Domestikation an den Menschen angepasst wurden, zusätzlich nach den Wünschen des Menschen zu verändern.

### Fluoreszierender Zebrabärbling
Unter dem Markennamen „GloFish“ sind grün fluoreszierende Fischarten für Aquarienliebhaber in den USA vertrieben worden. In der Europäischen Union sind diese genveränderten Fische nicht zugelassen.

### Zwergschwein
Das chinesische Forschungsinstitut BGI hat durch Genome Editing mit der „Transcription Activator-like Effector Nuclease“ das Gen für den Rezeptor des Wachstumshormons in der Minischwein-Rasse Bama inaktiviert. Diese genveränderten Schweine werden nur 15 kg anstelle von normalerweise 35 bis 50 kg schwer und waren zunächst als Versuchstiere geplant, die eine kostengünstige Infrastruktur erlauben. Sie wurden dann auch als Haustiere angeboten.

## Nutztiere
Der Mensch hält seit Jahrtausenden Nutztiere, wobei er gezielte Tiere gezüchtet hat, die für seine Bedürfnissen besonders geeignet sind. Da die Züchtung von Nutztieren sehr aufwendig ist, erhofft man, durch Einsatz der Gentechnik gezielt neue Rassen zu erhalten, die für den Menschen von Nutzen sind. Hierbei werden entweder artfremde Gene (Transgene) eingesetzt oder durch Genome Editing gezielte Genveränderungen eingefügt.

### Erhöhte Produktivität und verringerte Umweltbelastung

#### Schnell wachsender Lachs
Ein gentechnisch veränderter Lachs ist im November 2015 in den USA durch das FDA als erstes Lebensmittel zugelassen worden. Dieser genveränderte Lachs (AquAdvantage salmon) enthält ein zusätzliches Wachstumshormon, so dass er schon nach 18 Monaten und nicht erst nach 3 Jahren schlachtreif ist. Um ein Auskreuzen mit Wildformen des Lachs auszuschließen, werden nur triploide weibliche Tiere aufgezogen, die steril sind. Zusätzlich wird die Aufzucht an Land durchgeführt, wobei das Entweichen ins Meer durch mehrere Barrieren verhindert werden soll.
Ein US-Berufungsgericht hat die FDA-Zulassung des kanadischen Produkts im Januar 2016 widerrufen, solange bis eine gesetzliche Regelung zur Kennzeichnung des Produkts für den Verbraucher erfolgt ist.
Im Jahr 2017 sind in Kanada 4,5 Tonnen gentechnisch veränderter Lachs frei verkauft worden. Dies ist das erste und bisher einzige Beispiel eines gentechnisch veränderten Nutztiers, das für den menschlichen Konsum freigegeben wurde.

#### Schweine mit rascherem Wachstum und geringerer Umweltbelastung
Die ineffiziente Futterverwertung in der Schweinemast führt zu Belastungen der Umwelt mit Phosphat und Nitrat. Die Phosphatbelastung ist insbesondere darauf zurückzuführen, dass Schweine das Phytat aus der pflanzlichen Nahrung nicht aufschließen können. Um die Verwertung des Phytats zu ermöglichen, wurden schon im Jahr 2001 transgene Schweine gezüchtet, die im Speichel ein bakterielles Phytat-spaltendes Enzym (Phytase) produzieren. Bei diesen transgenen Schweinen wurden eine bis zu 75 % erniedrigte Ausscheidung von Phosphat beobachtet. Ausgehend von diesem Befund wurden im Jahr 2018 transgene Schweine hergestellt, bei denen im Speichel zusätzlich drei bakterielle Enzyme sezerniert werden, die bestimmte Polysaccharide pflanzlicher Zellen, abbauen, sodass auch 20 % weniger Nitrat ausgeschieden wird. Die verbesserte Futterverwertung führte zu einer 23 % erhöhten Wachstumsrate der transgenen Schweine.

#### Erhöhte Muskelmasse
Bei Rindern, Schafen und Ziegen gibt es Rassen mit größerer Muskelmasse. Diese Eigenschaft kann in vielen Fällen auf eine Mutation zurückgeführt werden, die zu einer verminderten Produktion von Myostatin führt. Da Myostatin die Muskelbildung hemmt, führen Mutationen im Myostatin-Gen zu einer erhöhten Muskelmasse, was zu einer Verbesserung der Fleischproduktion führt. Da viel Muskelmasse auszubilden bei vielen Nutztierrassen erwünscht ist, besteht ein großes Interesse diese Eigenschaft einzukreuzen. Diese ist mit klassischer Züchtung sehr aufwendig, so dass Genome Editing ein attraktiver Ansatz ist. Auf überzeugende Weise hat man mit der CRISPR/Cas-Methode beim Schaf das Myostatin-Gen ausgeschaltet (knock-out). 53 Blastocysten, die aus injizierten Eizellen hervorgegangen sind, wurden in Ammentiere eingepflanzt und führten zur Geburt von 22 Lämmern, von denen in acht Tieren Mutationen in beiden Allelen vorhanden waren. Alle diese Schafe mit einer homozygoten Mutation sind gesund und zeigten eine erhöhte Muskelmasse. Die Forscher argumentieren, das mit diesem Ansatz zum Beispiel Merinoschafe mit einer hochwertigen Wolle auch zu einem guten Fleischlieferanten verändert werden könnten. Eine logische Weiterführung dieses Ansatzes ist das Einführen der Mutation des Texelschafs, die für die hohe Fleischqualität verantwortlich ist. In diesem Fall ist die Mutation ein einziger Basenaustausch außerhalb der proteincodierenden Sequenz, die normalerweise in Schafen vorkommt.

#### Enthornung von Rindern
Die Enthornung von Rindern ist eine häufige Praxis, da die Hörner eine Verletzungsgefahr zwischen den Tieren, aber auch für den Tierhalter darstellen. Diese Enthornung erfolgt durch Zerstörung der Hornanlage bei Kälbern mit einem Brenneisen und ist eine schmerzhafte Prozedur. Einigen Rinderrassen, zum Beispiel Aberdeen Angus, sind hornlos und molekulargenetische Analysen haben gezeigt, dass hierzu eine Mutation im POLLED-Gen verantwortlich ist. Um die Hornlosigkeit in bewährte Milchviehrassen wie zum Beispiel Holstein einzuführen, sind sehr aufwendige Zuchtprogramme notwendig, um die erwünschten Eigenschaften für eine gute Milchleistung in den hornlosen Nachkommen zu erhalten. Als Alternative wurde durch Genome Editing  mit einer Transcription Activator-like Effector Nuclease (TALEN) die Mutation im POLLED-Gen in Zellen von gehörnten Holstein-Rindern eingeführt. Mit Hilfe von somatischem Zellkerntransfer wurden anschließend diese Zellen verwendet, um Rinder zu züchten, die die Mutation im POLLED-Gen tragen. Aus dem Transfer von 295 Blastocysten in Ammentiere wurden zwei gesunde hornlose Rinder erhalten, die alle typischen Eigenschaften des Holstein-Rinds besitzen. Somit ist es gelungen, eine bewährte Milchviehrasse genetisch so zu verändern, dass sie keine Hörner trägt und dennoch alle Eigenschaften für eine hohe Milchleistung besitzt.

### Verbesserte Gesundheit

#### Virusresistente Schweine

##### Resistenz gegen Maul- und Klauenseuche
Maul- und Klauenseuche ist eine hochansteckende Viruserkrankung, die auch Schweine betreffen kann. Um die Vermehrung des Maul-und-Klauenseuche-Virus zu unterdrücken, hat ein Team chinesischer Wissenschaftler transgene Schweine hergestellt, die eine kleine RNA produzieren, die durch RNA-Interferenz die Produktion des Virushüllproteins VP1 unterdrückt, das für die Vermehrung des Virus in den Zellen unerlässlich ist. Es ist zurzeit unklar, ob dieser Schutz gegen alle sieben Subtypen des Virus wirkt und ob nicht relativ rasch Varianten des Virus auftreten, deren Genom durch Mutation so verändert wird, dass die RNA-Interferenz nicht mehr wirken kann.

##### Resistenz gegen Seuchenhaften Spätabort
Seuchenhafter Spätabort der Schweine (porcine reproductive and respiratory Syndrome, PRRS) wird durch den PRRS-Virus ausgelöst und führt zu hohen Verlusten in Schweinebeständen. Durch Genome Editing wurde mit dem CRISPR/Cas-System das CD163-Protein mutiert, das für das Eindringen des PRRS-Virus notwendig ist. Diese Genom-editierten Tiere sind völlig normal, aber resistent gegen eine Infektion mit dem PRRS-Virus. Ob diese Resistenz gegen alle Subtypen des PRRS-Virus wirkt, ist noch nicht untersucht.

##### Resistenz gegen Afrikanische Schweinepest
Die Afrikanische Schweinepest ist eine meist tödliche Viruserkrankung des Hausschweins, gegen die aber das Warzenschwein, eine Afrikanische Wildform, tolerant ist. Dieser Unterschied beruht auf drei DNA-Sequenzunterschieden, die zu entsprechenden Aminosäurenaustauschen im RELA-Gen führen. RELA ist eine Untereinheit des Transkriptionsfaktors NF-κB, der an der Regulation der Immunantwort beteiligt ist. Durch Genome Editing wurde am Roslin-Institut in Schottland das RELA-Gen des Hausschweins so mutiert, dass es für die Form codiert, wie sie im Warzenschwein vorliegt. Der direkte Nachweis, dass diese Genom-editierten Hausschweine gegen die Afrikanische Schweinepest tolerant sind, steht noch aus.

##### Entfernung der Retroviren
Organtransplantationen beim Menschen sind nur beschränkt durchführbar, da nur wenige menschliche Spenderorgane zur Verfügung stehen. Daher wird ein möglicher Einsatz von Organen aus Tieren (Xenotransplantation) diskutiert, wobei das Schwein als Spender besonders geeignet sein könnte. Ein Problem bei diesem Ansatz besteht darin, dass Retroviren des Schweins (PERV), die im Genom des Schweins integriert sind, nach Transplantation von Schweinezellen auf Zellen des Menschen übertragen werden könnten. Um diese Möglichkeit auszuschließen, hat ein internationales Forscherteam mit Hilfe der CRISPR/Cas-Methode alle endogenen Retroviren inaktiviert und somit eine Schweinezuchtlinie etabliert, die für Xenotransplanationen eingesetzt werden könnte.

#### Mastitisresistente Kühe
Mastitis, die Entzündung der Milchdrüse, bei Kühen verursacht einen hohen wirtschaftlichen Schaden in der Landwirtschaft. Eine chinesische Forschergruppe hat durch Genome Editing mit Hilfe einer Zinkfingernuklease, die spezifisch den Beta-Casein-Genlocus erkennt, das menschliche Lysozym-Gen in diesen Genlocus integriert. Da dieser Genlocus in der Milchdrüse aktiv ist, wurde in der Milch dieser transgenen Kühe eine etwa 100-fach erhöhte Konzentration an Lysozym gefunden. Diese erhöhte Menge an Lysozym sowie die Tatsache, dass das menschliche Lysozym 10-mal aktiver ist, erklärt, dass die transgenen Kühe eine hohe Resistenz gegen Bakterien haben, die Mastitis auslösen.

#### Bekämpfung der Geflügelpest
Geflügelpest (Vogelgrippe) ist eine sehr ansteckende Krankheit von Hühnern und anderem Federvieh, die unter Umständen auch auf Menschen übertragen werden kann. Zur Bekämpfung dieser Krankheit wurden transgene Hühner entwickelt, in welchen die Vermehrung der Viren verhindert wird. Hierzu wurden die Hühner mit einer Expressionskassette ausgestattet, welche ein Stück RNA produziert, das als Köder für die virale Polymerase dient. Anstatt an das Virusgenom zu binden und dem Virus damit zur Replikation zu verhelfen, hängt sich die Polymerase an diesen Köder. Die transgenen Hühner sterben zwar noch an der Geflügelpest, infizieren aber keine anderen Hühner mehr. Ziel ist die komplette Immunisierung von Hühnern gegen das Influenza-A-Virus H5N1. Es ist noch unklar, ob diese transgenen Hühner und deren Eier in den Handel gebracht werden können.

### Verbesserter Nährwert

#### Milch mit erhöhtem Lactoferrin und Lysozym
Die antimikrobiellen Proteine Lactoferrin und Lysozym sind in der Milch des Menschen in 10- bis 100-mal höherer Konzentration vorhanden als in der Milch von Nutztieren. Um den Gehalt dieser Proteine zu erhöhen, wurde transgene Kühe und Ziegen gezüchtet, die menschliches Lactoferrin oder Lysozym in Mengen ihrer Milch enthalten, die derjenigen beim Menschen entsprechen. Bisher sind keine Nutztiere mit menschlichen Proteinen in ihrer Milch zur kommerziellen Nutzung zugelassen.

### Nutztiere als Modelle der biomedizinischen Forschung
Zum Studium genetisch bedingter Krankheiten beim Menschen sind Tiermodelle wichtig, um fehlgeleitete Signalwege zu erkennen und Möglichkeiten zu deren Behandlung zu erfassen. Da Mäuse und Ratten häufig ungeeignet sind, werden vermehrt Nutztiere, insbesondere Schweine und Schafe, verwendet, deren Anatomie, Physiologie, Lebensdauer und Größe besser dem Menschen entsprechen. Mit gentechnischen Verfahren, insbesondere mit Genome Editing, werden die beim Menschen identifizierten Mutationen in die Nutztiere eingefügt. Bisher stehen Cystische Fibrose, Diabetes mellitus, kardiovaskuläre Erkrankungen, Herzrhythmusstörungen, Krebs und viele andere Krankheiten im Vordergrund, deren Ursprung häufig beim Menschen auf genetischen Defekten beruhen. Inwieweit diese Modelle auch konkrete Verbesserungen in der Therapie ergeben, kann nur die Zukunft zeigen.

### Herstellung therapeutisch wichtiger Substanzen
Schon 1991 wurde versucht, in transgenen Kühen menschliches Lactoferrin zu produzieren, um die Möglichkeiten der Herstellung therapeutisch wichtiger Substanzen zu erforschen. Der entsprechende Bulle Herman hat damals großes Aufsehen erregt. Aus dieser Grundlagenforschung ist dann im Jahr 2010 rekombinanter menschlicher C1-Esterase-Inhibitor (rhC1-INH, Conestat alfa) hervorgegangen, der in der Milch transgener Kaninchen produziert wird und von Pharming zur Behandlung von hereditärem Angioödem vermarktet wird (Handelsname Ruconest). Zuvor war 2006 das rekombinante humane Antithrombin (rhAT) als erste aus transgenen Tieren gewonnene Substanz für eine therapeutische Verwendung (Vorbeugung gegen eine venöse Thromboembolie bei chirurgischen Eingriffen) zugelassen worden.
In der Folge sind weitere rekombinante Proteine aus der Milch transgener Kaninchen und aus dem Eiweiß transgener Hühner isoliert worden. Beide Systeme erlauben die Herstellung pharmazeutisch wichtiger Proteine, deren essentielle Modifikationen, insbesondere Glykosylierungen, nur in tierischen Zellen erfolgen. Bisher sind es aber alles Nischenprodukte, da sie nur für die Behandlung seltener Krankheiten, wie zum Beispiel der Wolman-Krankheit, verwendbar sind.

## Insekten

### Stechmücken und Kohlmotten mit einem Todesgen
Die Gelbfiebermücke (Aedes aegypti), die durch den Menschen weltweit verbreitet worden ist, überträgt durch ihre Stiche die Viren des Gelbfiebers, des Dengue-Fiebers und des Zika-Fiebers. Da gegen Dengue- und Zika-Fieber bisher keine Impfstoffe entwickelt werden konnten, ist die direkte Bekämpfung der Stechmücke sehr wichtig. Der Einsatz von Insektiziden ist nicht optimal, da die Wirkung auch viele Nutzinsekten betrifft und die Stechmücken auch teilweise gegen die eingesetzten Insektizide resistent geworden sind. Daher versucht man mit biologischer Schädlingsbekämpfung die Populationen dieser Stechmücken einzudämmen. Die Firma Oxitec hat hierzu mit gentechnischen Methoden Gelbfiebermücken gezüchtet, die ein todbringendes Gen tragen, dessen Aktivität im Labor durch Tetracyclin blockiert werden kann. Wenn die Männchen dieser gentechnisch veränderten Stechmücken freigelassen werden, paaren sie sich mit den normalen Weibchen, so dass das Todesgen auf die Nachkommen übertragen wird. Da in der Wildpopulation kein Tetracyclin zur Verfügung steht, sterben alle Nachkommen, die dieses Todesgen tragen. Feldversuche auf den Cayman Islands, in Panama und in Brasilien haben eine Reduktion der Anzahl an Gelbfiebermücken um 80 bis 95 % ergeben. Ob diese Reduktion ausreicht, um die Zika-Epidemie in Südamerika signifikant zu bekämpfen, ist noch unklar. Insbesondere ist es eine sehr große Herausforderung, die entsprechend hohe Zahl an gentechnisch veränderten Männchen der Stechmücken zu züchten. Ähnliche Versuche wurden zur Bekämpfung der Kohlmotte gemacht, deren Raupen zu erheblichen Fraßschäden an Kohlarten führen.

### Malariamücken mit Resistenzgenen
Malaria wird durch einzellige Plasmodium-Parasiten ausgelöst, die durch Stechmücken der Gattung Anopheles übertragen werden. Da bisher kein dauerhaft wirksamer Malariaimpfstoff zur Verfügung steht, ist die Bekämpfung der Anopheles ein wichtiger Ansatz. Da der Einsatz von Insektiziden problematisch ist, werden auch Ansätze getestet, bei denen die Mücken gentechnisch verändert werden. Besonders interessant ist der Ansatz, in dem Resistenzgene in die Mücken eingebracht werden, um die Vermehrung des Plasmodiums in der Mücke zu blockieren. Hierzu wurden rekombinante Antikörper gegen Proteine von Plasmodium falciparum, dem Haupterreger der Malaria beim Menschen, in Anopheles eingeführt. Diese transgenen Mücken verhindern die Vermehrung der Malariaerreger in der Mücke. Um diese Resistenzgene effizient in Wildpopulationen von Anopheles einzuführen, wurde das Verfahren des Gene Drive verwendet, bei dem das eingebrachte Gen sich von einem Allel auf das Zweite ausbreitet, so dass nach Freisetzung durch Auskreuzung schon in der ersten Generation ungefähr 99 % der Nachkommen in beiden Allelen die Resistenzgene tragen. Freisetzungsexperimente wurden bisher nicht durchgeführt, da es unklar ist, ob solche Experimente außer Kontrolle geraten könnten.

## Ökonomische und ethische Aspekte

### Ökonomische Aspekte
Da zurzeit praktisch keine durch Gentechnik veränderten Tiere für kommerzielle Zwecke gehalten werden, ist eine konkrete Bilanz zurzeit nicht möglich. Die kommerziell erhältlichen pharmazeutischen Produkte spielen nur eine sehr geringe Rolle.

### Tierwohl
Gentechnisch veränderte Tiere sollten den Kriterien des Tierwohls gerecht werden. In bestimmten Fällen, wie zum Beispiel beim Enthornen durch Genome Editing, wird argumentiert, dass dies für das Tier mit weniger Stress verbunden ist, da das mechanische Enthornen der jungen Tiere schmerzhaft ist. Eine verbesserte Gesundheit ist sicher auch zum Wohl des Tieres.

### Risiken für das Ökosystem
Das Risiko, dass gentechnisch veränderte Nutztiere sich mit ihren Wildformen kreuzen, ist sehr unwahrscheinlich. Eine wichtige Ausnahme bilden sicher transgene Fische, wie zum Beispiel genveränderter Lachs, der deshalb nur unter strikten Kontrollen gezüchtet werden darf.
Ob die genetische Veränderung von Wildtieren, wie zum Beispiel das Einführen von Resistenzgenen gegen Malaria in Mücken, ethisch vertretbar ist, wird zurzeit intensiv diskutiert. Es ist unklar, inwieweit das Ökosystem unwiderruflich verändert werden könnte. Dies trifft insbesondere zu, wenn mit Gene Drive genetische Veränderungen schon in der ersten Generation in beiden Allelen erfolgen und so eine nicht zu stoppende Veränderung auftreten könnte. Befürworter dieser Technik argumentieren, dass spontane mutagene Prozesse langfristig das Gene Drive System so verändern, dass die Ausbreitung gestoppt würde. Der Einsatz von Gene Drive zur Elimination von invasiven Tieren ist sicher zurzeit verfrüht und bedingt ein weltweites Übereinkommen.